# Hélène Bénichou-Safar
Pour les articles homonymes, voir Bénichou et Safar.
Hélène Bénichou-Safar est un historienne, archéologue, épigraphiste et sémitisante française.
Docteur en archéologie en 1978, ses travaux portent sur la civilisation et la religion phénico-punique. Elle a obtenu en 1978 le prix Hippone pour sa thèse sur Les Tombes puniques de Carthage. Topographie, structures, inscriptions et rites funéraires, publiée à Paris en 1982.

## Publications
- Hélène Bénichou-Safar, Jean Bussière, Fethi Chelbi, Paul Corbier, Naïdé Ferchiou, Jacques Gascou, Gilbert Hallier, Roland Paskoff et Pol Trousset, Antiquités africaines : tome 31, CNRS Éditions, 1995, 356 p. (ISBN 978-2271053596).
- Hélène Bénichou-Safar, Tombes Puniques de Carthage : Topographie, structures, inscriptions et rites funéraires, CNRS Éditions, 1er septembre 1998, 437 p. (ISBN 978-2222029144).
- Hélène Bénichou-Safar, Le Tophet de Salammbô à Carthage : Essai de reconstitution, éditions École française de Rome, 15 décembre 2004, 217 p. (ISBN 978-2728306978).